# Хайдарабад (город, Пакистан)
Хайдараба́д, также Хайдерабад (урду حیدرآباد‎, англ. Hyderabad, синдхи حیدرآباد) — город в провинции Синд, Пакистан.

## История
Основан в нижнем течении реки Инд в 1768 году на месте рыбацкой деревушки Нероон Кот (синдхи: نيرُون ڪوٽ) правителями Синда из династии Калхора. Культурная история Хайдарабада очень богата. Недалеко от города находятся места раскопок следов Индской цивилизации. Хайдарабад славится своими архитектурными памятниками, многие из которых были уничтожены или серьёзно повреждены во время борьбы за независимость от Великобритании и антиправительственных восстаний 1980-х годов. Город считается литературной родиной местного языка синдхи, так как в прошлом был пристанищем для синдских поэтов и дервишей. В настоящее время Хайдарабад известен большим количеством учебных заведений и широким распространением детского труда.

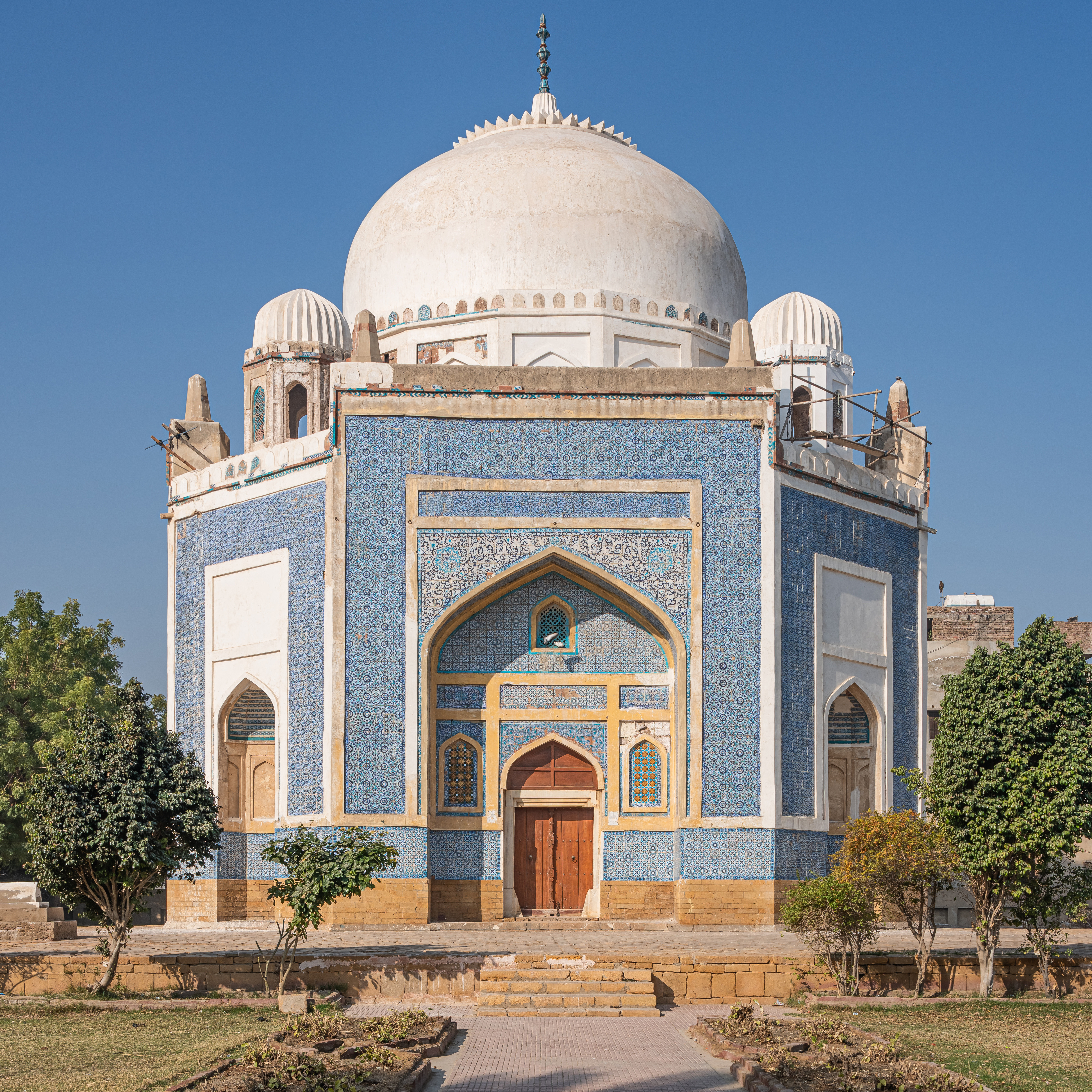
Мавзолей XVIII века с усыпальницей основателя города
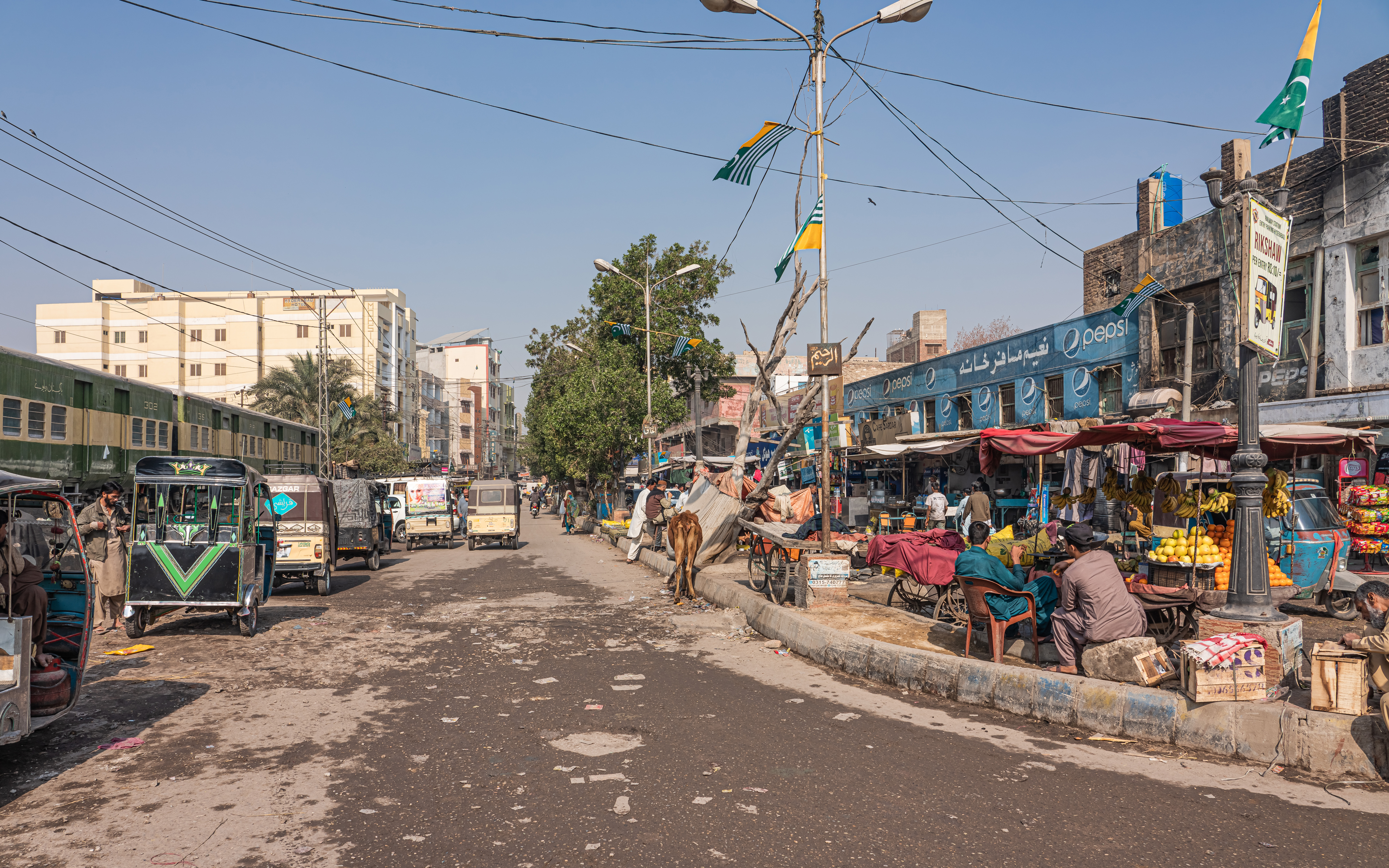
Привокзальная площадь
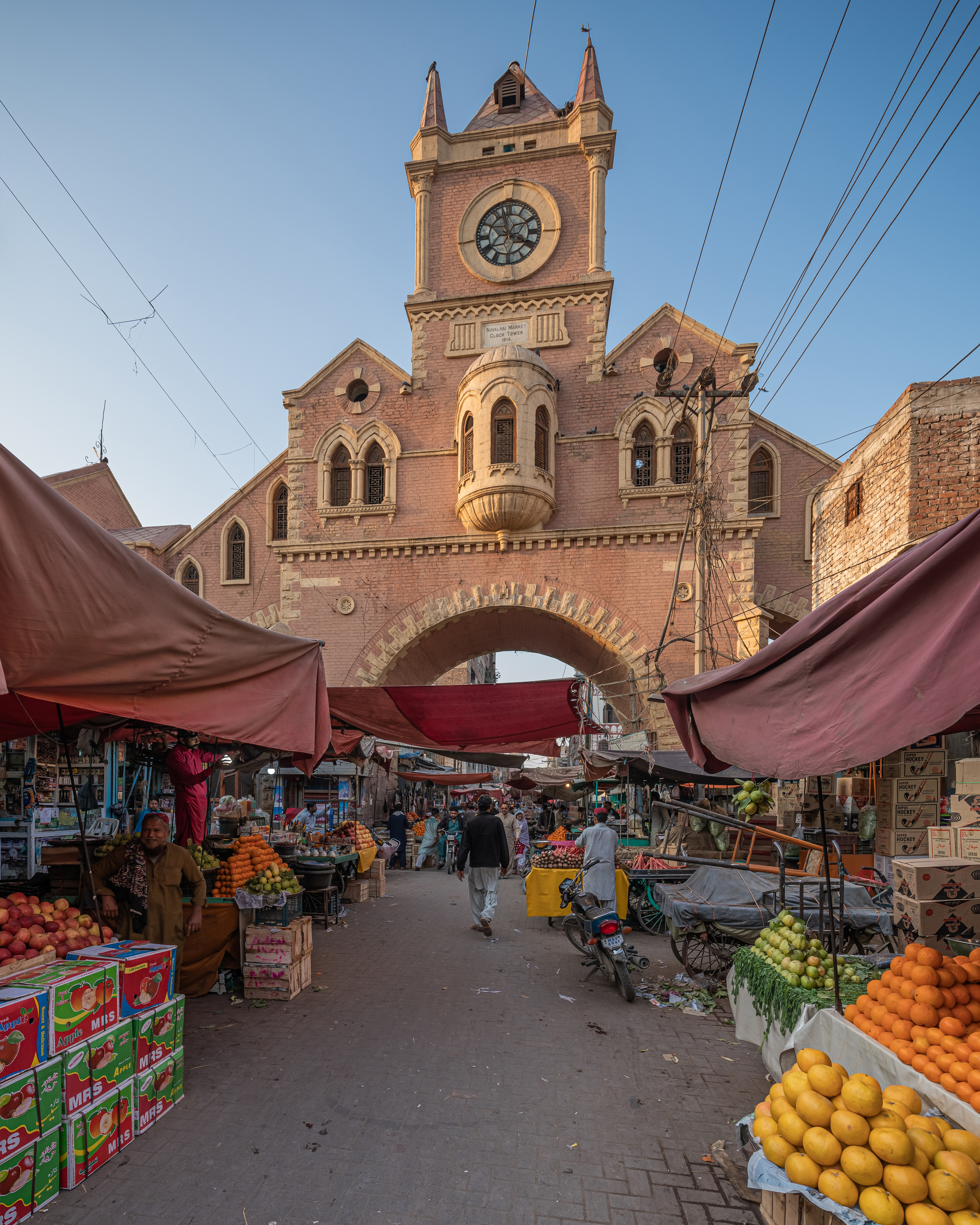
Рынок и надвратная часовая башня 1914 года

## Географическое положение
Центр города располагается на высоте 12 м над уровнем моря.

## Демография
Население города по годам:
| 1961    | 1972    | 1981    | 1998      | 2012      |
| ------- | ------- | ------- | --------- | --------- |
| 434 537 | 628 631 | 751 529 | 1 166 894 | 1 391 534 |